# Laryngoscopie

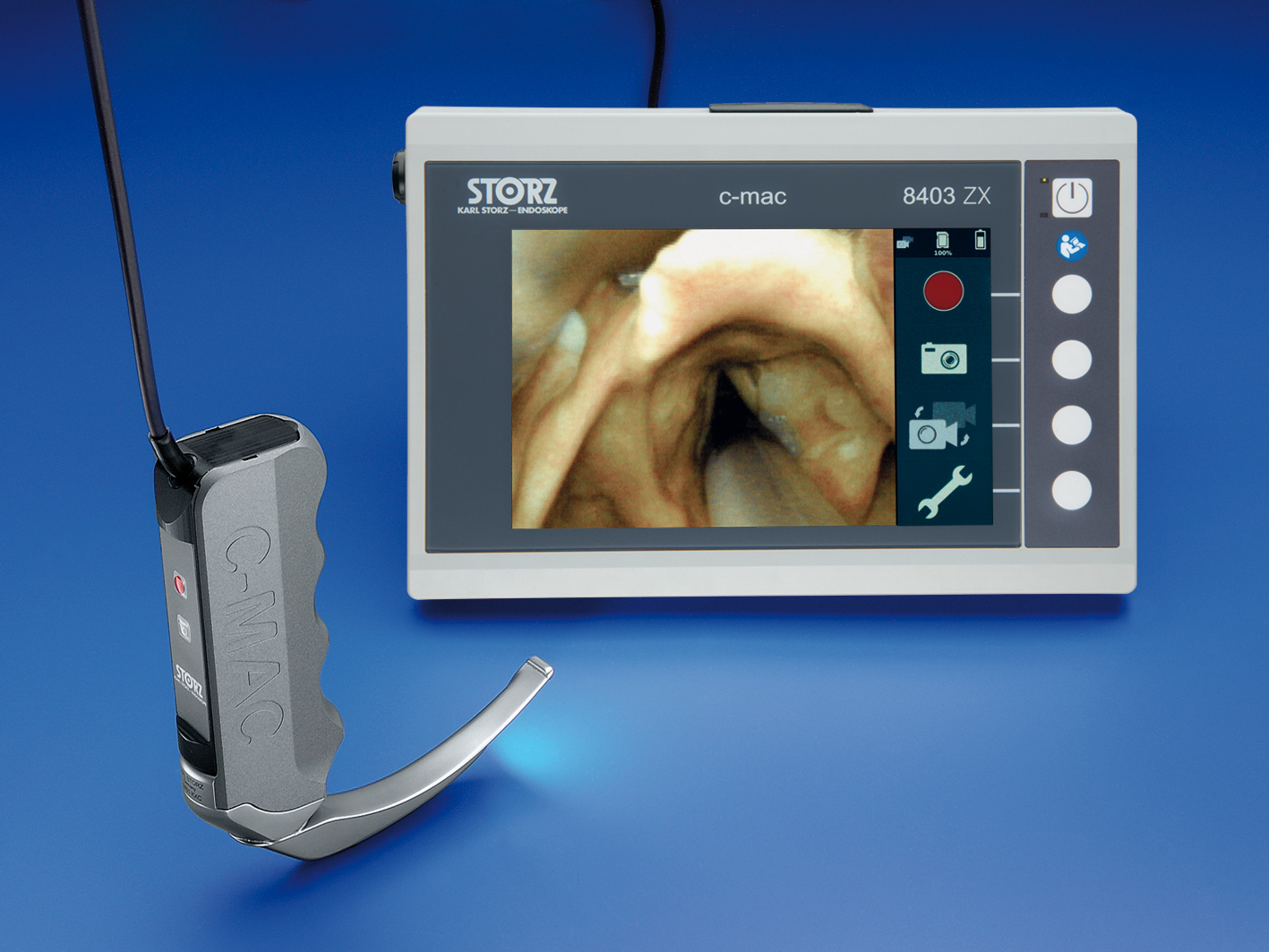
Matériel de laryngoscopie.

La laryngoscopie est l'acte d'insérer un laryngoscope dans la bouche d'un patient. Elle vise le plus souvent l'intubation endotrachéale. 

## Définition
Laryngoscopie, s. f. (gr. larunx, larynx ; skopein, examiner) [angl. laryngoscopy]. Examen de la cavité du larynx, dont on observe l’image réfléchie sur le miroir du laryngoscope (laryngoscopie indirecte) ou que l’on regarde directement à l’aide d’un tube spatule introduit sur le dos de la langue, la tête étant en extension (laryngoscopie directe)

## Technique
(Pour les droitiers)
- Le laryngoscope se manipule toujours de la main gauche (à cause de sa forme).
- Le laryngoscope est inséré à la droite de la bouche afin de dégager le plus possible celle-ci en ramenant la langue à gauche.

## Laryngoscopie indirecte

### Principe
Observation de l’intérieur de la gorge au moyen d’un petit miroir monté sur un manche.

### Indication
Détection et retrait d’un corps étranger (arête de poisson coincée dans la gorge, par exemple). Appréciation de l’état du larynx.

## Laryngoscopie directe

### Principe
Examen endoscopique, souvent réalisé sous microscope et nécessitant une anesthésie générale, qui permet d’observer le larynx ; un tube, équipé d’un système d’éclairage, est introduit par la bouche de façon que son extrémité atteigne la partie supérieure du larynx.

### Indications
Observation de l’intérieur du larynx en cas de troubles de la voix, de douleurs du pharynx, de difficultés respiratoires. Lors de cet examen, il est possible de prélever des tissus à des fins d’analyse (biopsie) ou de pratiquer certaines interventions chirurgicales (avec des instruments chirurgicaux classiques ou laser).

### Bénéfices
La laryngoscopie est un examen diagnostique qui permet de détecter d’éventuelles tumeurs ou blessures dans la zone du larynx. En ce sens il apporte au médecin des informations complémentaires pour son diagnostic. Si une pathologie est découverte, elle sera traitée plus tôt, ce qui permet généralement au patient de guérir plus vite. 
D’un point de vue confort du patient, son hospitalisation n'est pas nécessaire après une laryngoscopie directe. En effet, une fois opéré il peut quitter l'hôpital le jour même. Ce n’est donc pas une intervention trop lourde. 

### Risques
À la suite d'une laryngoscopie, la voix peut être altérée. Une discussion avec le médecin à ce sujet sera proposée au patient. Cette opération peut également provoquer des douleurs dans la gorge et le cou. Ces douleurs peuvent persister 3 jours après l'intervention, et elles sont généralement traitées par des antalgiques.
Dans certains cas, la laryngoscopie peut induire l'apparition de plaies au niveau de la langue et des lèvres. Elle peut également provoquer un traumatisme des dents. Cela est dû aux instruments utilisés et ne doit pas inquiéter le patient. 
Après l'intervention, ce dernier pourrait avoir de la fièvre. Elle disparait normalement après le deuxième jour.  
Enfin la laryngoscopie directe est une intervention qui se déroule sous anesthésie générale. Elle présente donc les risques habituels liés à ce procédé.